# 26. Międzynarodowy Festiwal Filmowy w Berlinie
26. Międzynarodowy Festiwal Filmowy w Berlinie odbył się w dniach 25 czerwca-6 lipca 1976 roku. W konkursie głównym zaprezentowano 22 filmy pochodzące z 18 różnych krajów.
Jury pod przewodnictwem polskiego reżysera Jerzego Kawalerowicza przyznało nagrodę główną festiwalu, Złotego Niedźwiedzia, amerykańskiemu filmowi Buffalo Bill i Indianie w reżyserii Roberta Altmana. Drugą nagrodę w konkursie głównym, Srebrnego Niedźwiedzia – Nagrodę Specjalną Jury, przyznano meksykańskiemu filmowi Canoa w reżyserii Felipe Cazalsa.
Kontrowersyjny japoński film Imperium zmysłów w reżyserii Nagisy Oshimy został skonfiskowany podczas premiery na festiwalu i nałożono na niego sądowy zakaz publicznego rozpowszechniania.

## Członkowie jury

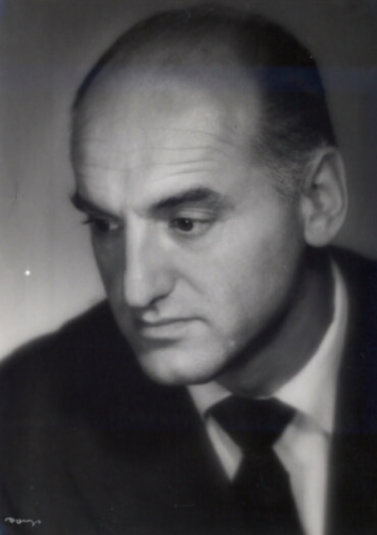
Przewodniczący jury konkursu głównego Jerzy Kawalerowicz.

### Konkurs główny
- Jerzy Kawalerowicz, polski reżyser – przewodniczący jury[2]
- Marjorie Bilbow, brytyjska pisarka
- Michel Ciment, francuski krytyk filmowy
- Guido Cinotti, włoski historyk
- Gieorgij Danelija, gruziński reżyser
- Wolf Hart, niemiecki operator filmowy
- Bernard R. Kantor, amerykański wydawca
- Fernando Macotela, meksykański krytyk filmowy
- Márta Mészáros, węgierska reżyserka
- Hannes Schmidt, niemiecki scenograf
- Shūji Terayama, japoński reżyser i pisarz

## Selekcja oficjalna

### Konkurs główny
Następujące filmy zostały wyselekcjonowane do udziału w konkursie głównym o Złotego Niedźwiedzia i Srebrne Niedźwiedzie:
| Tytuł polski                         | Tytuł oryginalny                                               | Reżyseria               | Kraj produkcji    |
| ------------------------------------ | -------------------------------------------------------------- | ----------------------- | ----------------- |
| Kieszonkowe                          | L’argent de poche                                              | François Truffaut       | Francja           |
| Identyfikacja                        | Azonosítás                                                     | László Lugossy          | Węgry             |
| Kamienne ogrody                      | باغ سنگی Baghé sangui                                          | Parviz Kimiavi          | Iran              |
| Biały statek                         | Белый пароход Biełyj parachod                                  | Bołotbek Szamszijew     | ZSRR              |
| Buffalo Bill i Indianie              | Buffalo Bill and the Indians, or Sitting Bull’s History Lesson | Robert Altman           | Stany Zjednoczone |
| Canoa                                | Canoa                                                          | Felipe Cazals           | Meksyk            |
| Drogi Michele                        | Caro Michele                                                   | Mario Monicelli         | Włochy            |
| Stróż plaży w sezonie zimowym        | Čuvar plaže u zimskom periodu                                  | Goran Paskaljević       | Jugosławia        |
| Boska istota                         | Divina creatura                                                | Giuseppe Patroni Griffi | Włochy            |
| Doktor Pulder sieje mak              | Dokter Pulder zaait papavers                                   | Bert Haanstra           | Holandia          |
| Expropiación                         | Expropiación                                                   | Mario Robles            | Wenezuela         |
| F jak Fairbanks                      | F... comme Fairbanks                                           | Maurice Dugowson        | Francja           |
| Fogo morto                           | Fogo morto                                                     | Marcos Farias           | Brazylia          |
| Śmierć w starej willi                | 本陣殺人事件 Honjin satsujin jiken                             | Yoichi Takabayashi      | Japonia           |
| Długie wakacje 1936 roku             | Las largas vacaciones del 36                                   | Jaime Camino            | Hiszpania         |
| Człowiek, który spadł na ziemię      | The Man Who Fell to Earth                                      | Nicolas Roeg            | Wielka Brytania   |
| Mozart – Aufzeichnungen einer Jugend | Mozart – Aufzeichnungen einer Jugend                           | Klaus Kirschner         | RFN               |
| Noce i dnie                          | Noce i dnie                                                    | Jerzy Antczak           | Polska            |
| Nagła samotność Konrada Steinera     | Die plötzliche Einsamkeit des Konrad Steiner                   | Kurt Gloor              | Szwajcaria        |
| Sędzia i las                         | Следователят и гората Sledovateliat i gorata                   | Rangeł Wałczanow        | Bułgaria          |
| Utracone życie                       | Verlorenes Leben                                               | Ottokar Runze           | RFN               |
| Zaklęte rewiry                       | Zaklęte rewiry                                                 | Janusz Majewski         | Polska            |

### Pokazy pozakonkursowe
Następujące filmy zostały wyświetlone na festiwalu w ramach pokazów pozakonkursowych:
| Tytuł polski              | Tytuł oryginalny        | Reżyseria      | Kraj produkcji    |
| ------------------------- | ----------------------- | -------------- | ----------------- |
| Wszyscy ludzie prezydenta | All the President’s Men | Alan J. Pakula | Stany Zjednoczone |

## Laureaci nagród

### Konkurs główny
Złoty Niedźwiedź
- Buffalo Bill i Indianie, reż. Robert Altman

Srebrny Niedźwiedź – Nagroda Specjalna Jury
- Canoa, reż. Felipe Cazals

Srebrny Niedźwiedź dla najlepszego reżysera
- Mario Monicelli – Drogi Michele

Srebrny Niedźwiedź dla najlepszej aktorki
- Jadwiga Barańska – Noce i dnie

Srebrny Niedźwiedź dla najlepszego aktora
- Gerhard Olschewski – Utracone życie

Srebrny Niedźwiedź za wybitne osiągnięcie artystyczne
- Identyfikacja, reż. László Lugossy

Srebrny Niedźwiedź
- Kamienne ogrody, reż. Parviz Kimiavi

### Konkurs filmów krótkometrażowych
Złoty Niedźwiedź dla najlepszego filmu krótkometrażowego
- Horu – munakata shiko no sekai, reż. Takeo Yanagawa

Srebrny Niedźwiedź – Nagroda Jury dla filmu krótkometrażowego
- Ominide, reż. Paolo Villani
- Trains, reż. Caleb Deschanel

### Pozostałe nagrody
Nagroda FIPRESCI
- Konkurs główny:  Długie wakacje 1936 roku, reż. Jaime Camino
- Forum Nowego Kina:
  -  Boski plan, reż. Nina Shivdasani
  -  List z mojej wioski, reż. Safi Faye

Nagroda czytelników „Berliner Morgenpost”
- Kieszonkowe, reż. François Truffaut